# ピエール・ボーシャン

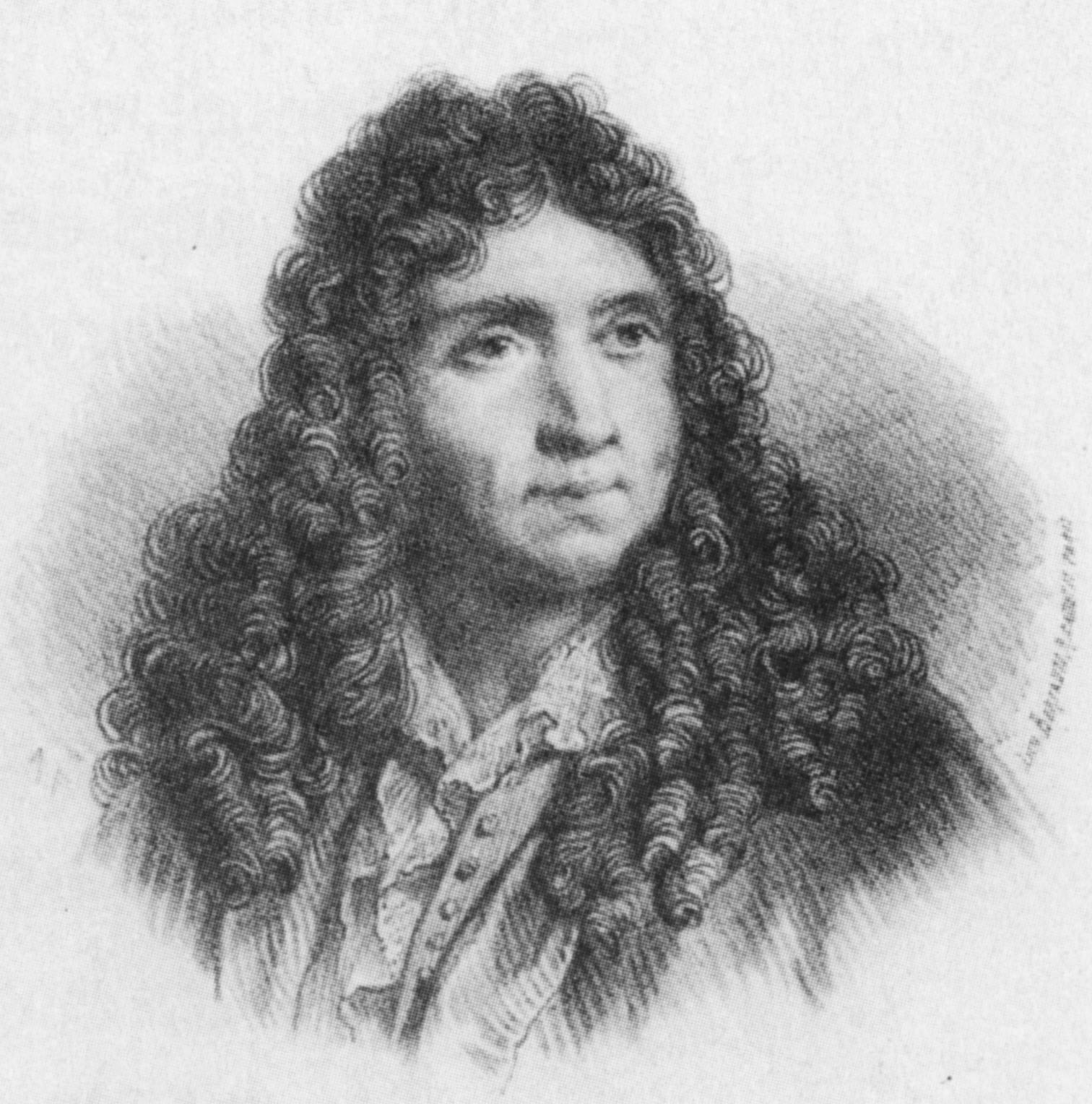
Pierre Beauchamp

ピエール・ボーシャン（Pierre Beauchamp または Beauchamps, 1631年10月30日 - 1705年2月）は、フランスの振付師、舞踏家、作曲家。おそらく「ボーシャン＝フイエ記譜法」（Beauchamp-Feuillet notation）の発明者。

## 生涯
ボーシャンは1671年に王立舞踏アカデミー（Académie Royale de Danse）の監督になった（ただし創立メンバーではなかった）。1664年から1673年にかけては、モリエールの劇団「Troupe du Roy」の首席振付師を勤めた。さらに王立音楽アカデミーのバレエ・マスターで、Compositeur des Ballets du Roi（王のバレエ作曲家）でもあった。こうした地位にあったことから、ボーシャンはフランスのバロックダンスの発展に大きな影響力を持っていた。
ピエール・ラモー（Pierre Rameau）は、「5つの足のポジション」（ポジション (バレエ)#脚のポジション参照）を体系化したのは、ボーシャンだと信じていた。手の使い方の発展に果たした役割についても同様だが、足のポジションと違って、バロック・ダンスの手の使い方はバレエの使い方とはかなり違うものだった。さらにラモーはボーシャンが22年間にわたってルイ14世のバレエのレッスンをしたとも述べている。
ボーシャンのものと思われる2つの振り付けが写本の中に残っている。舞踏場用デュエットの『Rigaudons de mr bauchand』、男性のための劇場用ソロ『Sarabande de Mr. de Beauchamp』である。男性用ソロの中に、空中で足を打つステップこそなかったが、ピルエット（爪先旋回）と多くの装飾的なステップを伴うヴィルトゥオーソ技術を要求するサラバンドがあるのが珍しい。